# La Morera
La Morera település Spanyolországban, Badajoz tartományban. La Morera Santa Marta, La Parra és Nogales községekkel határos. Lakosainak száma 704 fő (2024).

## Népesség
A település népessége az utóbbi években az alábbiak szerint változott:
| Lakosok száma | 790  | 777  | 766  | 752  | 737  | 744  | 727  | 715  | 714  | 704  |
|               | 2001 | 2004 | 2006 | 2009 | 2011 | 2014 | 2016 | 2019 | 2021 | 2024 |